# Москера, Эсекьель
Эсекье́ль Моске́ра Ми́гес (исп. Ezequiel Mosquera Míguez; род. 19 ноября 1975,  Тео, Испания) — бывший испанский профессиональный шоссейный велогонщик, добившийся наибольших успехов в команде Xacobeo Galicia.

## Карьера
Профессиональный дебют Москеры пришёлся на 1999 год, когда он подписал контракт с португальской командой Paredes Moveis. В Португалии он выступал на протяжении 6 сезонов, ещё два он провел в континентальных испанских коллективах, не достигая выдающихся результатов.
Ситуация изменилась в 2007 году, с переходом в состав команды Karpin - Galicia. Команда из родной для Эсекьеля Галисии получила приглашение на Вуэльту, на которой галисиец стал настоящим открытием гонки, заняв на дебютной для себя гонке 5-е место в шести минутах от победившего Дениса Меньшова. При этом Москеру отличал невероятно атакующий стиль ведения гонки на горных этапах, где он предпринимал по несколько атак на каждом из этапов.
В 2008 году Москера подходил к Вуэльте, имея в активе победу в общем зачете на Вуэльте Алькобендаса и призовое место на Туре Страны Басков. Вновь Москера был гиперактивен, но неудачлив. Он не смог одержать ни одной победы на этапах, а в общем зачете лишь на одно место улучшил прошлогоднюю позицию, заняв обидное четвёртое место. Спустя год Москера вновь закончил Вуэльту на пятой позиции.
При подготовке к Вуэльте-2010 Москера стал вице-чемпионом Вуэльты Бургоса, а на супермногодневке начал выступать в привычном для себя атакующем стиле. Уже на первом горном этапе он был близок к победе, но на последнем километре его обошёл Игор Антон. После схода баска Москера стал главным соперником Винченцо Нибали в борьбе за красную майку победителя. На последнем горном этапе, который заканчивался горой Бола дель Мундо, Москера атаковал итальянца, но на финише тот смог компенсировать отставание. Москера выиграл этап, но остался вторым в общем зачете.
Спустя несколько недель после окончания Вуэльты в пробах мочи Москеры и его товарища по команде Давида Гарсии, взятых 16 сентября 2010 года во время Вуэльты, обнаружилось содержание Hydroxyethyl starch, вещества, скрывающего употребление ЭПО или стероидов. Чуть позднее Всемирное антидопинговое агентство заявило, что следов допинга в пробе Москеры не обнаружено. Москера подписал контракт с командой высшего дивизиона Vacansoleil-DCM, но из-за продолжения допингового расследования не провел в её составе ни единой гонки. После долгого допингового разбирательства Москера был дисквалифицирован на два года, а его результаты после 16 сентября 2010 года (включая победу на этапе Вуэльты и второе место в общем зачете) были аннулированы.

## Личная жизнь
Эсекьель Москера женат на Мириам. 7 апреля 2011 года у них родилась дочь Анхела.